# Фегей
Фегей в древногръцката митология е владетел на Псофида.
Според трагедията на Еврипид „Алкмеон в Псофида“ той приютява гонения от ериниите заради майцеубийство Алкмеон. Има три деца – Проной, Агенор и Алфесибея. Дава Алфесибея за съпруга на Алкмеон. След като Алкмеон изоставя дъщеря му и по-късно се опитва с измама да вземе огърлицата на Хармония, която е подарил на Алфесибея, Фегей го убива.
След убийството на Алкмеон, неговата съпруга – нимфата Калироя става любима на Зевс и го измолва да направи така, че невръстните им деца да порастнат много бързо, за да могат да отмъстят за смъртта на баща си. След като желанието ѝ е изпълнено, децата ѝ убиват Фегей, жена му и децата им.